# Pas dera Comassa
El pas dera Comassa és un pas entre el municipi de Canejan (Vall d'Aran) i França.